# Cyphomyia
Cyphomyia är ett släkte av tvåvingar. Cyphomyia ingår i familjen vapenflugor.

## Dottertaxa tillCyphomyia, i alfabetisk ordning[1]
- Cyphomyia abana
- Cyphomyia acuminata
- Cyphomyia aczeli
- Cyphomyia affinis
- Cyphomyia albicaput
- Cyphomyia albispina
- Cyphomyia albitarsis
- Cyphomyia albomaculata
- Cyphomyia altifrons
- Cyphomyia androgyna
- Cyphomyia auriflamma
- Cyphomyia aurifrons
- Cyphomyia banksi
- Cyphomyia bicarinata
- Cyphomyia brevis
- Cyphomyia chalybea
- Cyphomyia chinensis
- Cyphomyia chrysodota
- Cyphomyia claripennis
- Cyphomyia coprates
- Cyphomyia curvispina
- Cyphomyia cyanea
- Cyphomyia dispar
- Cyphomyia dominicana
- Cyphomyia ecuadoriensis
- Cyphomyia erecta
- Cyphomyia erectispinis
- Cyphomyia fascipes
- Cyphomyia fassli
- Cyphomyia ferruginea
- Cyphomyia flaviceps
- Cyphomyia flavimana
- Cyphomyia flavipennis
- Cyphomyia formosa
- Cyphomyia geniculata
- Cyphomyia golbachi
- Cyphomyia gracilicornis
- Cyphomyia helvipennis
- Cyphomyia hybrida
- Cyphomyia imitans
- Cyphomyia indica
- Cyphomyia jamesi
- Cyphomyia lasiophthalma
- Cyphomyia leucocephala
- Cyphomyia longicornis
- Cyphomyia marginata
- Cyphomyia marshalli
- Cyphomyia neivai
- Cyphomyia nigripes
- Cyphomyia nigritarsis
- Cyphomyia notabilis
- Cyphomyia nubilipennis
- Cyphomyia obscura
- Cyphomyia obscuripalpis
- Cyphomyia ochracea
- Cyphomyia orientalis
- Cyphomyia ornata
- Cyphomyia picta
- Cyphomyia pilosissima
- Cyphomyia planifrons
- Cyphomyia pseudomaculata
- Cyphomyia pubiventris
- Cyphomyia pulchella
- Cyphomyia regularis
- Cyphomyia rubra
- Cyphomyia scalaris
- Cyphomyia schwarzi
- Cyphomyia shannoni
- Cyphomyia simplex
- Cyphomyia souzalopesi
- Cyphomyia speciosa
- Cyphomyia sulcifrons
- Cyphomyia tomentosa
- Cyphomyia unicolor
- Cyphomyia varipes
- Cyphomyia verticalis
- Cyphomyia whiteheadi
- Cyphomyia wiedemanni
- Cyphomyia willistoni
- Cyphomyia violacea
- Cyphomyia xanthobasis
- Cyphomyia ypsilon
- Cyphomyia zernyi